# هورتوبادی (پارک ملی)
پارک ملی هورتوبادْی (مجاری: Hortobágyi Nemzeti Park) یک پارک ملی در مجارستان و از سال ۱۹۹۹ میراث ثبت شده در فهرست جهانی یونسکو است.

## نگارخانه

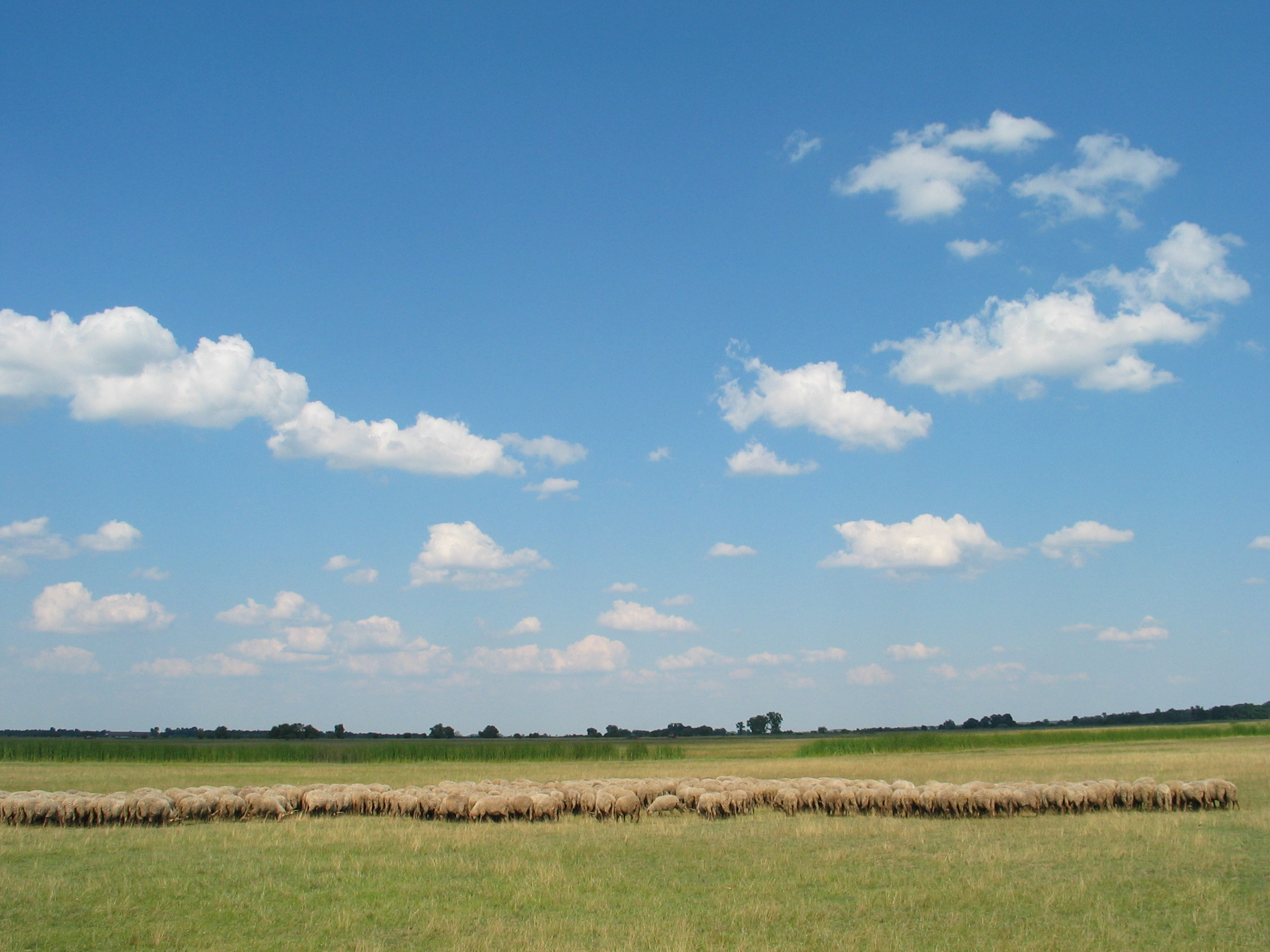
گله گوسفندان
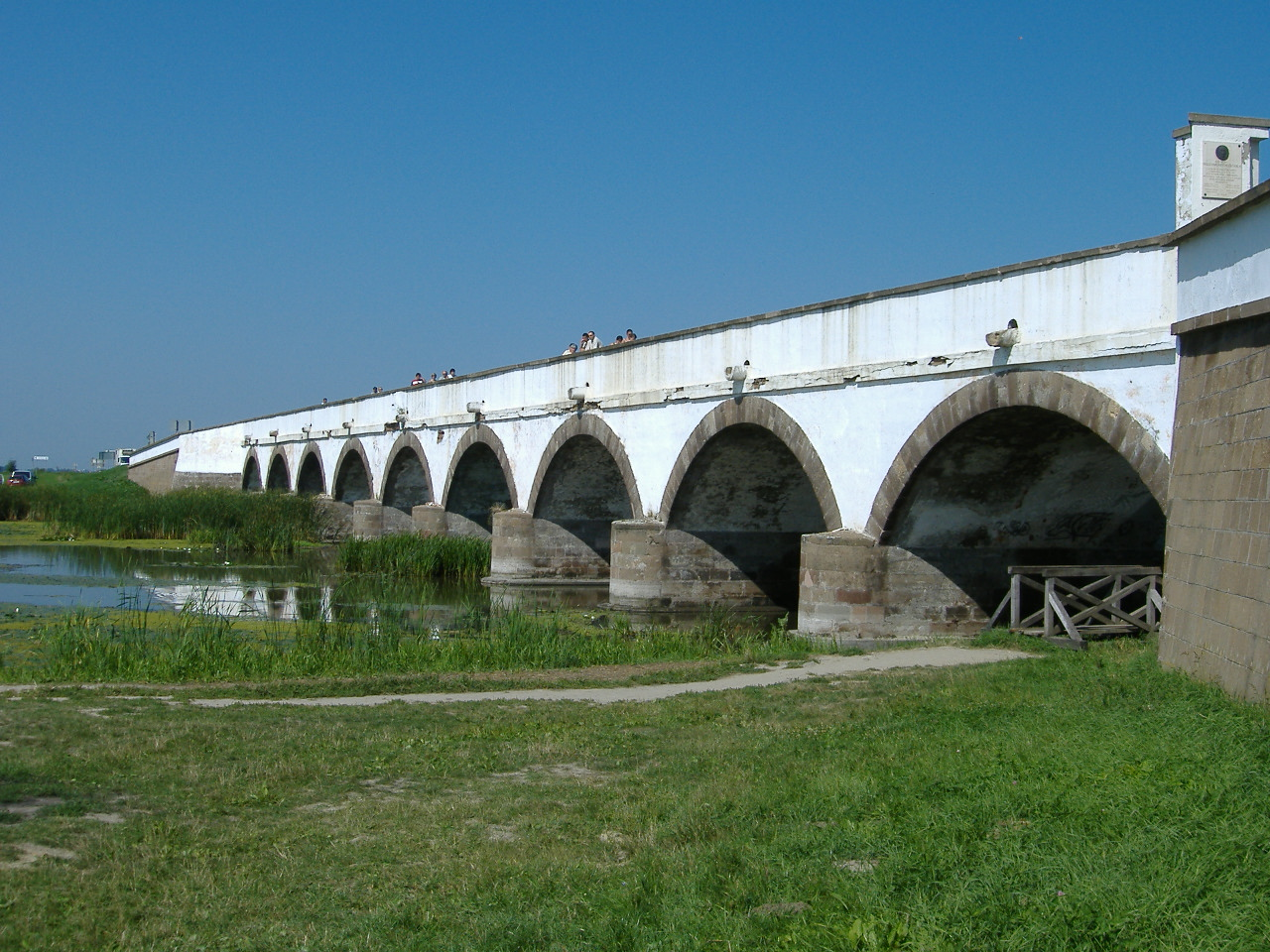
پل ۹ سوراخ
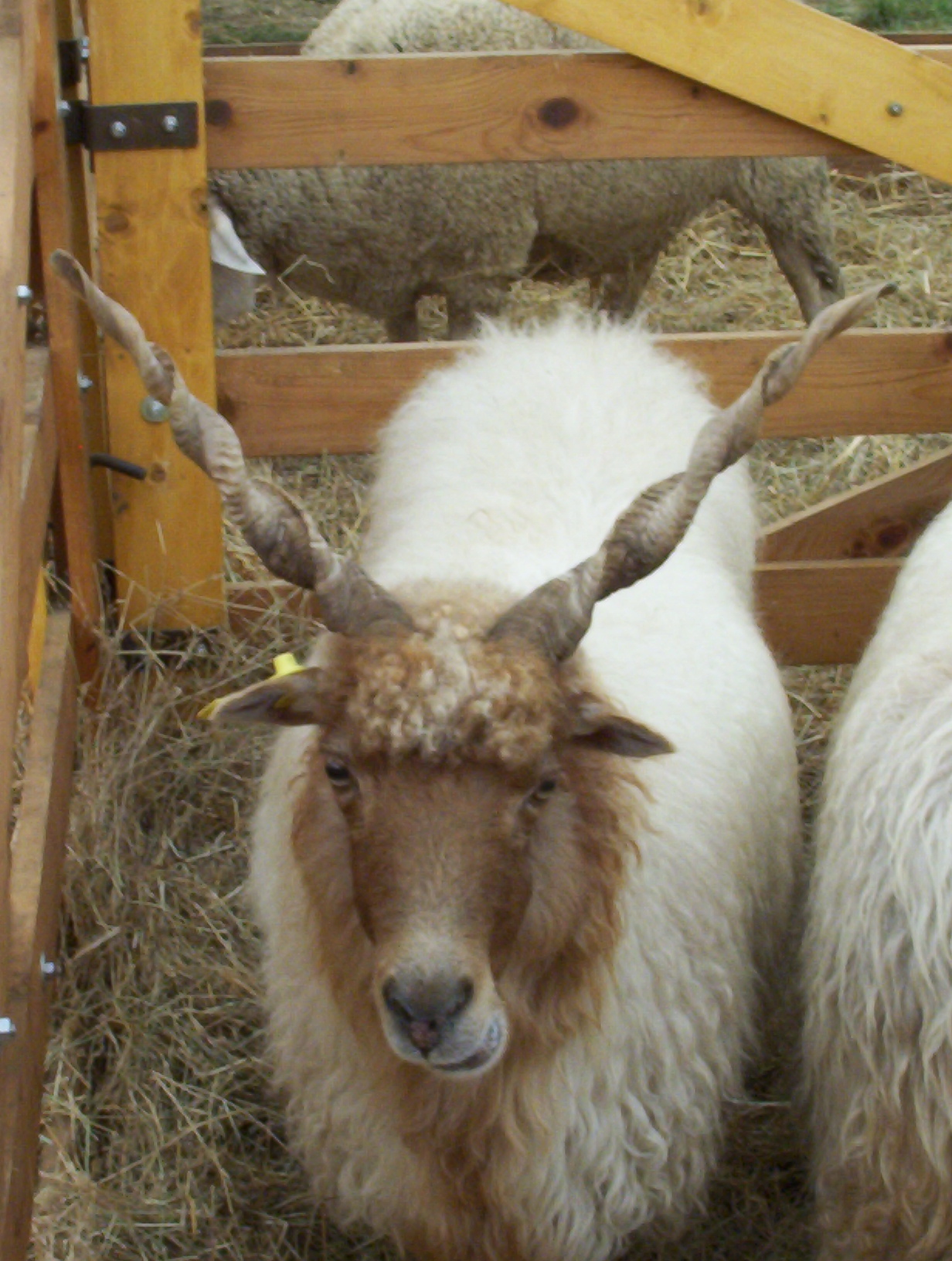
نوعی از نژاد گوسفند به نام راتسکا
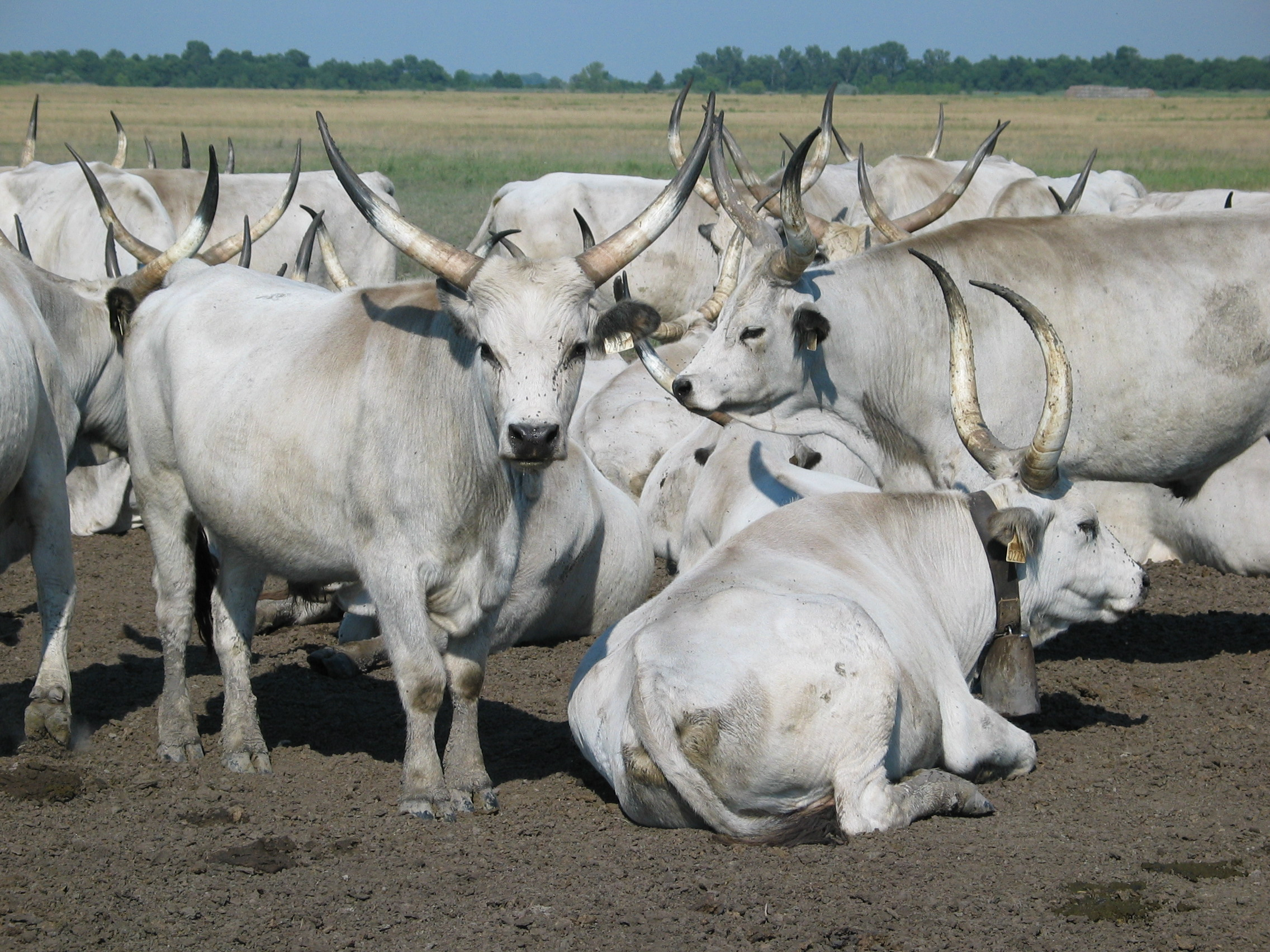
گاو خاکستری از نژاد باستانی
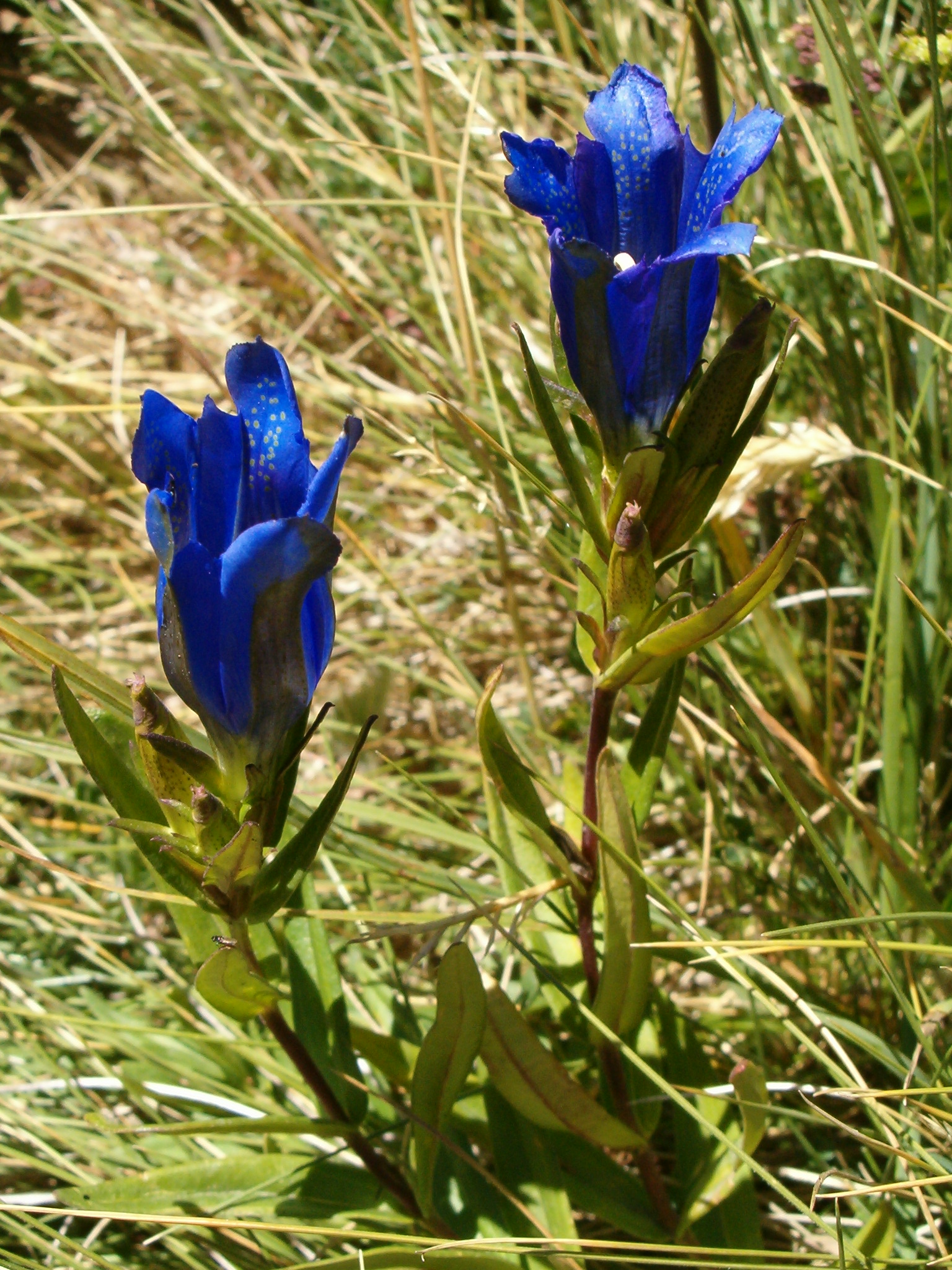
گونه ای از گل سپاسی
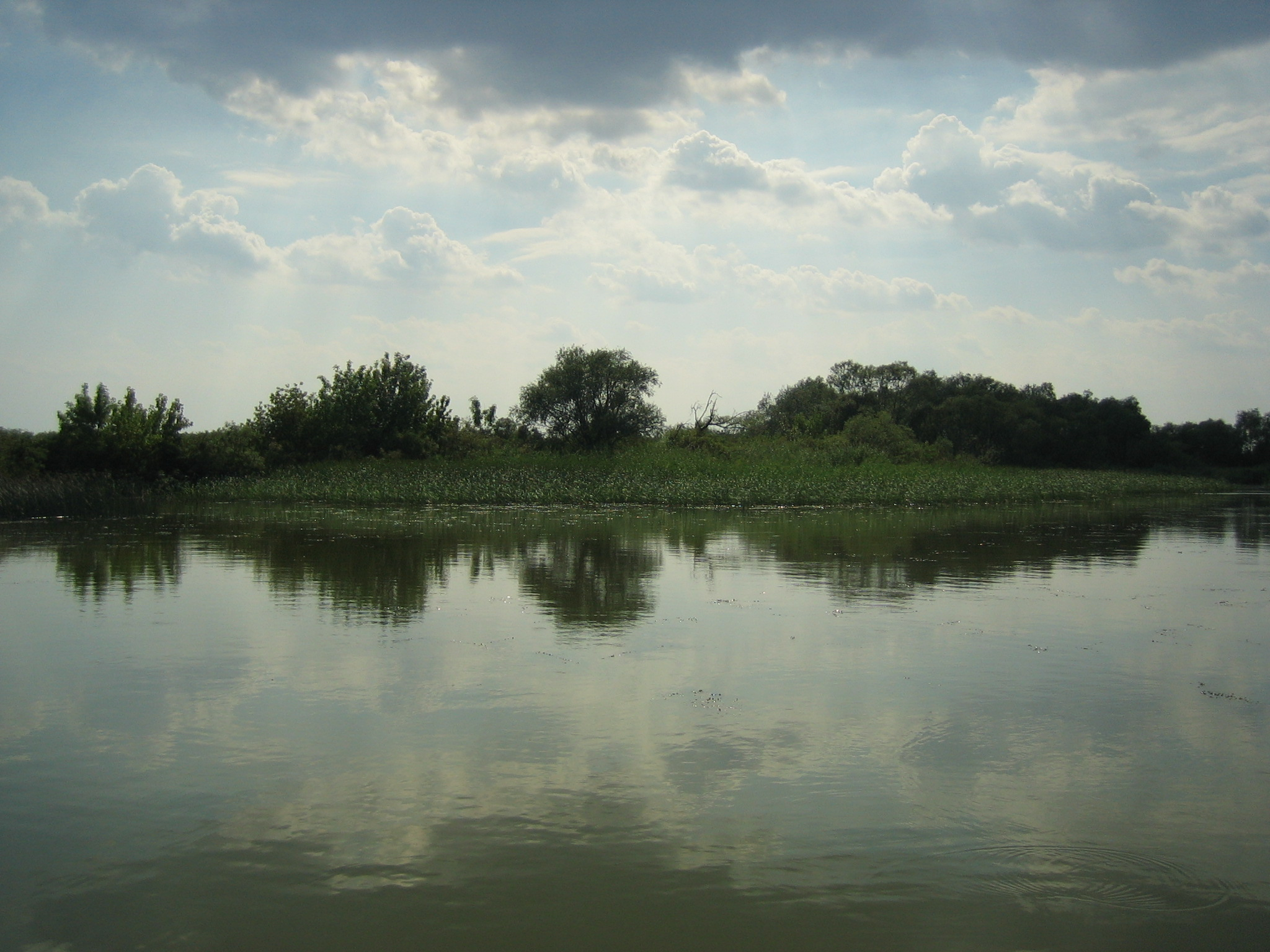
دریاچهٔ تیسا
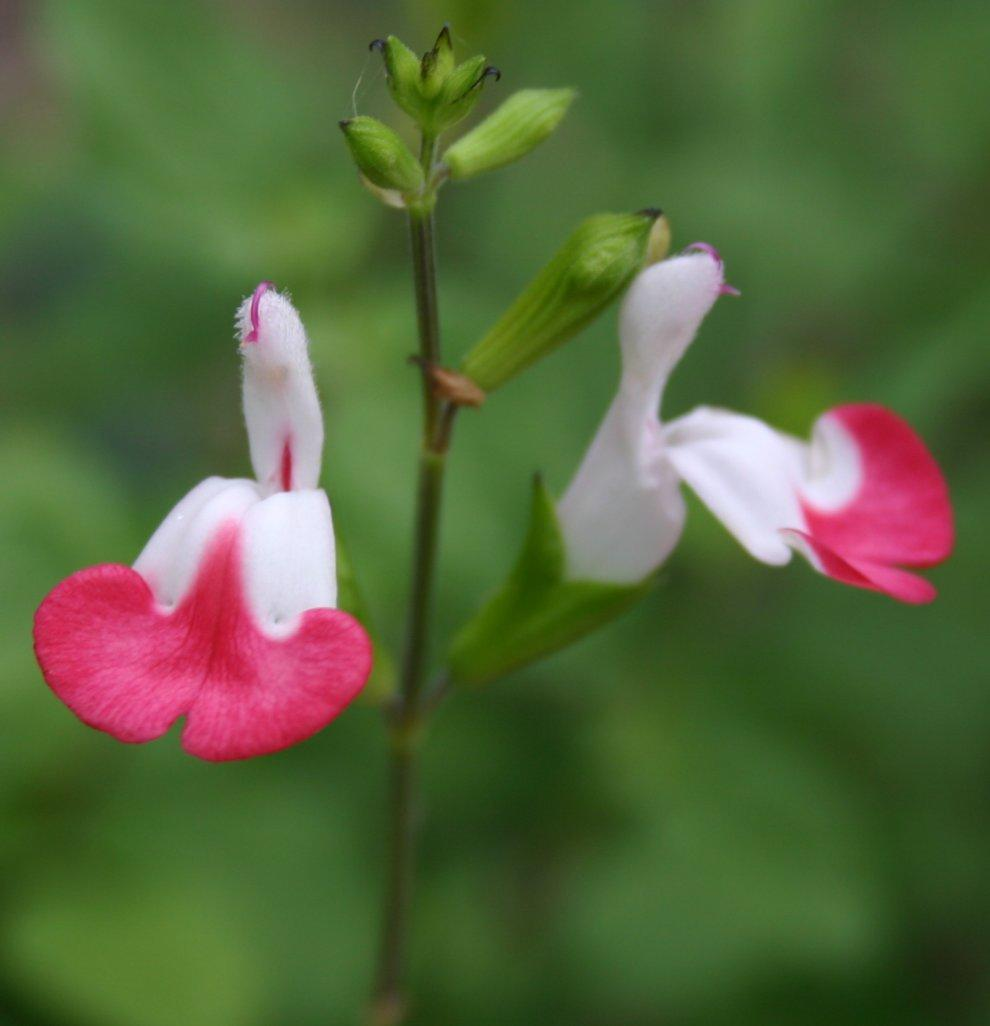
مریم‌گلی
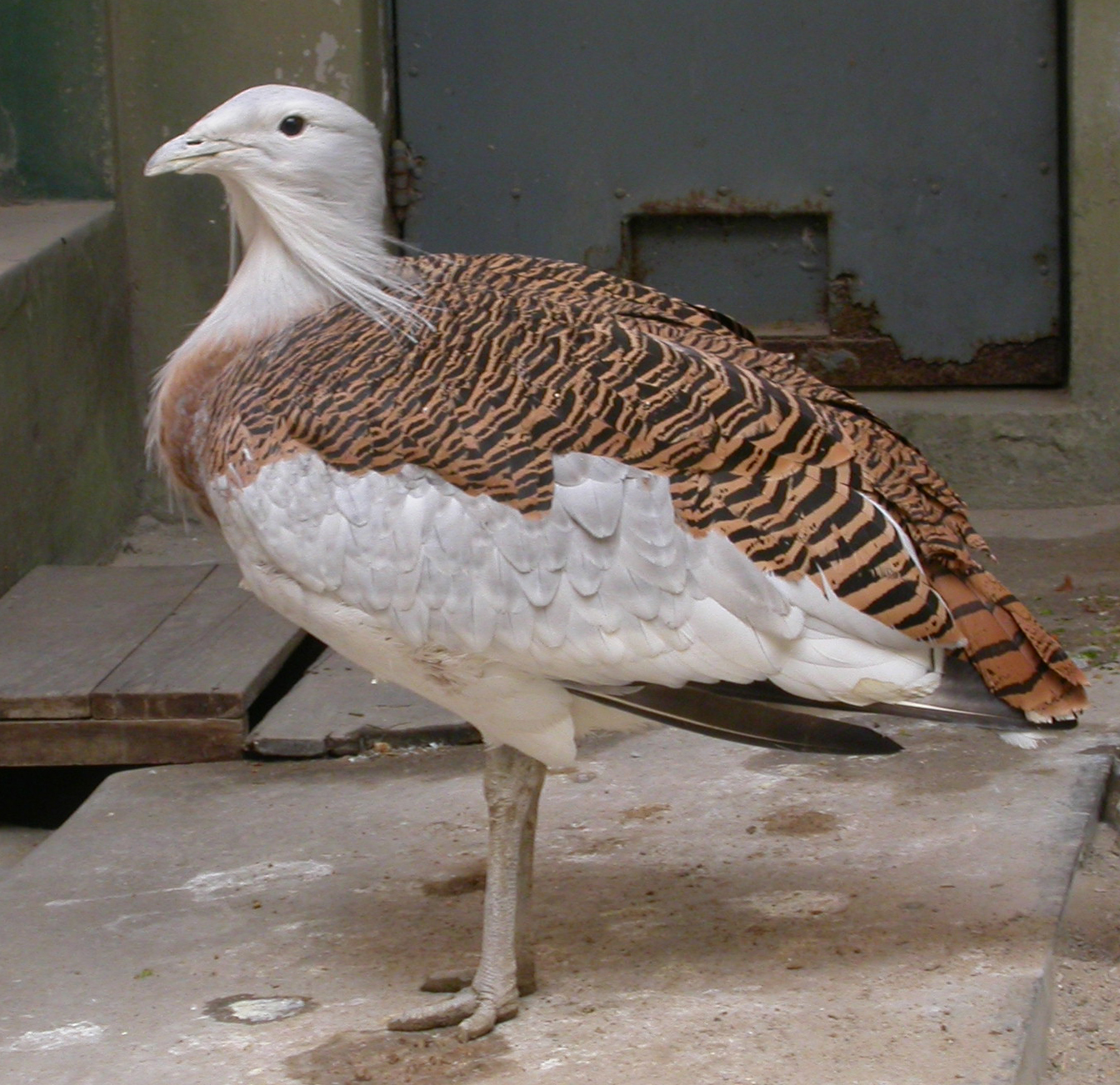
میش‌مرغ
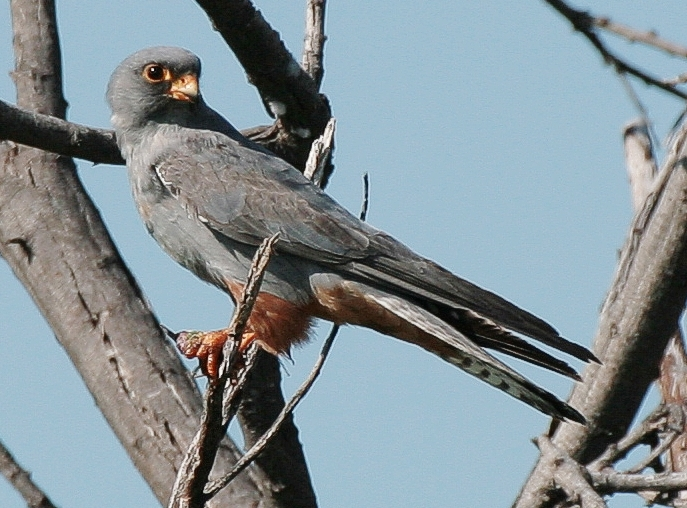
شاهین پاسرخ
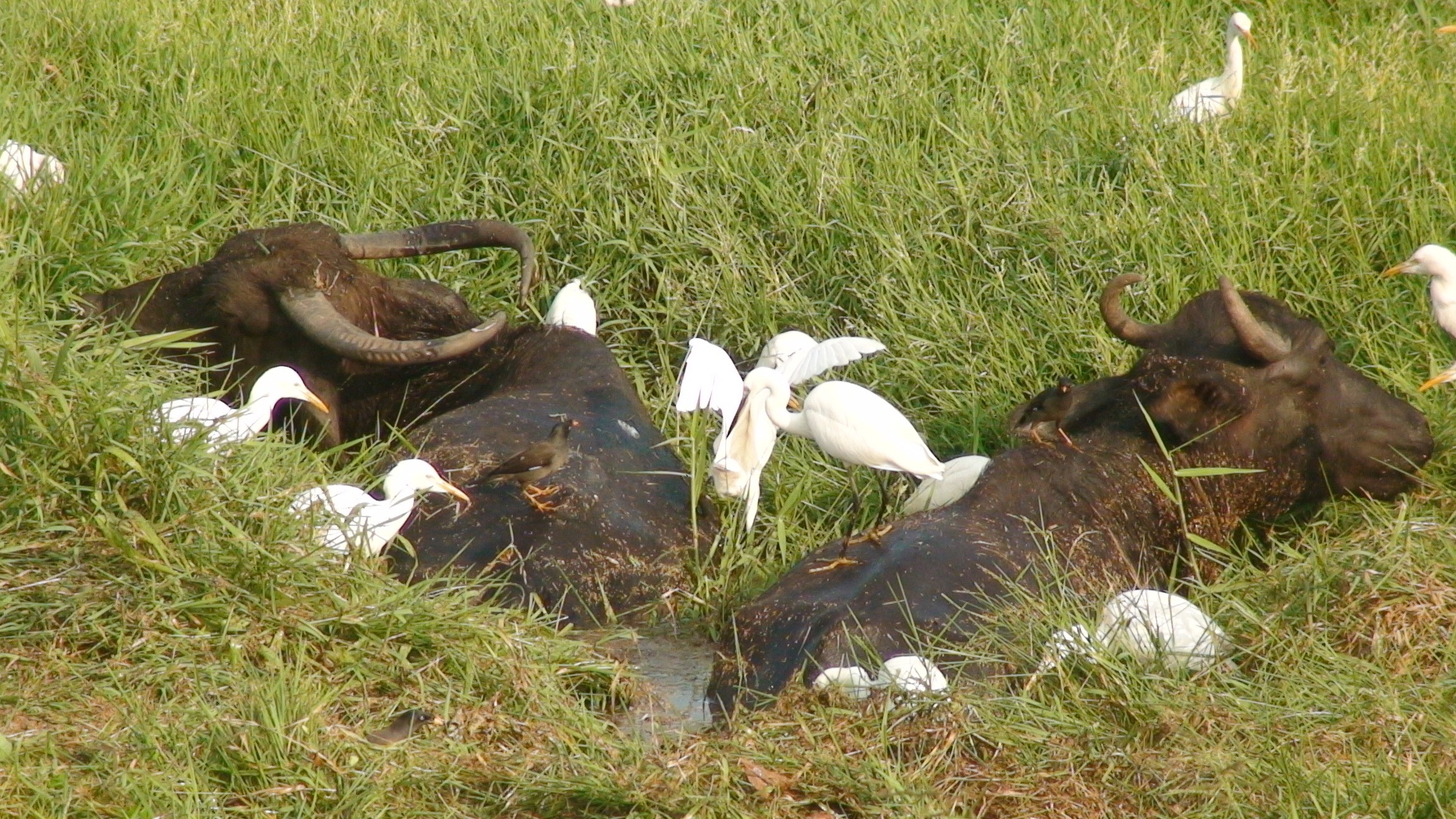
گاومیش